# 男女共同参画基本計画
男女共同参画基本計画（だんじょきょうどうさんかくきほんけいかく、英語: Basic Plan for Gender Equality）は、男女共同参画社会基本法第13条に基づき、総合的かつ長期的に講ずべき男女共同参画社会の形成の促進に関する施策の大綱のほか、男女共同参画社会の形成の促進に関する施策を総合的かつ計画的に推進するために必要な事項を規定する基本計画である。2000年（平成12年）に最初の男女共同参画基本計画が定められ、その後5年ごとに見直される。

## 主な政策
政策・方針決定過程への女性の参画の拡大
- 2020年までに、指導的地位に女性が占める割合が少なくとも30％になるよう期待し、各分野の取組を推進。
- 各分野で積極的改善措置（ポジティブ・アクション）に自主的に取り組むことを奨励。

女性のチャレンジ支援
- 一旦家庭に入った女性の再チャレンジ（再就職、起業等）支援策を充実。
- 育児等を理由に退職した者の再就職先として正社員も含めて門戸が広がるよう企業の取組を促す。

女性に対するあらゆる暴力の根絶
- 被害者の保護や自立支援等の施策の推進。
- 女性に対する暴力の予防のための対策の推進。